# Douglas Hancock Cooper

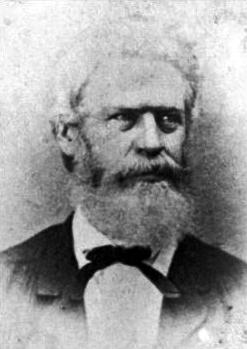
Douglas Hancock Cooper

Douglas Hancock Cooper (* 1. November 1815 im Amite County, Mississippi; † 29. April 1879 in Old Fort Washita, Oklahoma) war ein Brigadegeneral der Konföderierten im Sezessionskrieg.

## Leben
Von 1832 bis 1834 besuchte Cooper die University of Virginia. Zu seinen Studienkameraden zählten unter anderem die späteren Generale im Bürgerkrieg Posey, McLaws und Magruder. Nach dem Studium ging Cooper zurück nach Mississippi und betätigte sich als Farmer im Wilkinson County. Er trat in die Politik ein und heiratete zu dieser Zeit Mary Collins aus Natchez, mit der er sieben Kinder hatte. 1844 wurde er als Mitglied der Whigs ins Repräsentantenhaus von Mississippi gewählt. Später bewarb er sich zweimal erfolglos um einen Sitz im Staatssenat.
Bei Ausbruch des Mexikanisch-Amerikanischen Krieges 1846 trat er in die Armee ein und diente im Rang eines Captain. Für seinen Mut und Tapferkeit wurde er nach der Schlacht von Monterrey ausgezeichnet.
1853 wurde Cooper durch den Einfluss des Kriegsministers Davis, mit dem er zusammen im Mexikanischen Krieg in der Schlacht von Buena Vista gekämpft hatte, von Präsident Pierce zum Bundesagenten für Indianerfragen für das Volk der Choctaw ernannt. Cooper gelang es, die Indianer auf friedlichem Weg zur Rückkehr in ihr Territorium zu bewegen. Drei Jahre später wurde er auch Agent für die Chickasaw.
Bei Ausbruch des Bürgerkriegs stellte sich Cooper auf die Seite der Konföderierten Armee. Er kämpfte in der Schlacht von Round Mountain, in der Schlacht von Chusto-Talasah und siegte in der Schlacht von Chustenahlah. 1862 führte er die Truppen in den Schlachten von Elkhorn Tavern, Newtonia und Honey Springs. Am 2. Mai 1863 wurde er zum Brigadegeneral ernannt und bekam am 29. September das Kommando über das Indianer-Territorium.
Nach dem Bürgerkrieg lebte Cooper wieder im Indianer-Territorium und half den Choctaw und Chickasaw dabei, das ihnen ehemals zugesprochene Land gegen den fortgesetzten Landdiebstahl durch die Bundesbehörde zu verteidigen.